# 杜布雷站
杜布雷站（法語：Dupleix）是巴黎地鐵的一個車站，服務巴黎地鐵6號線，位於巴黎15區，得名于以法属印度总督约瑟夫·弗朗索瓦·杜布雷命名的杜布雷路。杜布雷站是一個高架車站。杜布雷站開業於1906年4月24日，開業當時是巴黎地鐵2號線南線的車站。

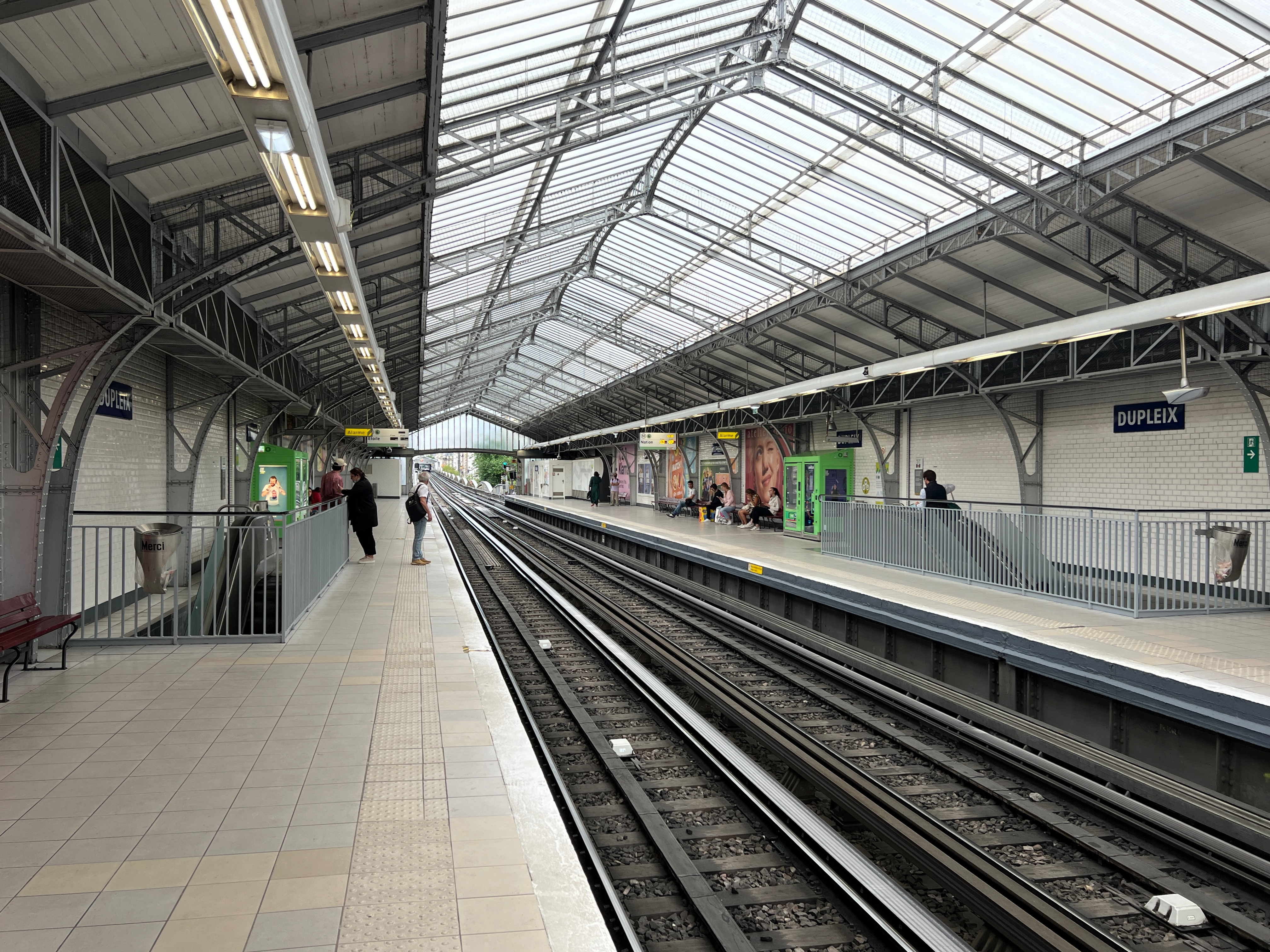
月台 (2022年7月)

## 車站結構
| 月台層 | 側式月台，右側開門 | 側式月台，右側開門               |
| 月台層 | 往夏爾·戴高樂-星形 | 往夏爾·戴高樂-星形（比尔哈凯姆） |
| 月台層 | 往民族             | 往民族（拉莫特-皮凱-格勒內勒）   |
| 月台層 | 側式月台，右側開門 |                                  |
| 1F     | 月台連接夾層       |                                  |
| 街道層 |                    |                                  |